# Hægt og hljótt
"Hægt og hljótt" (tradução portuguesa: "Devagar e silenciosamente") foi a canção que representou a Islândia no Festival Eurovisão da Canção 1987, interpretada em islandês por Halla Margrét Árnadóttir. A canção tinha letra e música de Valgeir Guðjónsson e foi orquestrada por Hjálmar Ragnarsson.
A canção é uma balada com a cantora descrevendo um final de noite num restaurante ou num clube noturno, em que "nós todos desaparecemos devagar e silenciosamente na noite".
A canção islandesa foi a quarta a ser interpretada na noite do evento, a seguir à canção austríaca "Nur noch Gefühl", interpretada por Gary Luxe antes da canção belga "Soldiers of Love", interpretada por Liliane Saint-Pierre. A canção da Islândia terminou em 16.º lugar (22 países participantes), recebendo um total de 28 pontos.